# Tetchill
Tetchill – osada w Anglii, w hrabstwie Shropshire, w dystrykcie (unitary authority) Shropshire, w civil parish Ellesmere Rural. Leży 22 km od miasta Shrewsbury. W 1870-72 osada liczyła 333 mieszkańców.